# Centrogonus
Centrogonus is een geslacht van wantsen uit de familie van de Reduviidae (Roofwantsen). Het geslacht werd voor het eerst wetenschappelijk beschreven door Ernst Evald Bergroth in 1894.

## Soorten
Het genus bevat de volgende soorten:

- Centrogonus ducalis Distant, 1903
- Centrogonus multispinus (Stål, 1863)
- Centrogonus ochreipennis Breddin, 1903
- Centrogonus signatipennis (Reuter, 1887)
- Centrogonus spinicollis (Walker, 1863)